# Steptronic
Steptronic — название типа АКПП с возможностью ручного переключения передач, разработанного и применяемого BMW (непосредственно выпускаются компанией ZF).

## Основные сведения
В КПП Steptronic рычаг передвигается вперед и назад по двум параллельным секторам. В правом секторе Steptronic, в отличие от простой АКПП не имеет позиций «1» «2» и «3» ограничивающих переключение. Там расположены четыре положения P (parking, стоянка), R (задний ход), N (нейтраль) и D (drive, движение). В этом секторе также имеется положение «M/S» (Manual/Sport) это положение активирует «спортивный» режим переключения АКПП. В этом режиме АКПП будет удерживать передачу до достижения максимальных оборотов двигателя и только после достижения повысит передачу.
Как только рычаг КПП оказывается в положении M/S, он «превращается» в джойстик. Если потянуть его вниз, то включится высшая передача, а сам джойстик вернется в исходное серединное положение; если толкнуть вверх — включится пониженная передача. Таким образом, суть системы Steptronic в быстром переключении передач, сравнимом с обычной МКПП.